# Corina Porro
María Corina Porro Martínez "Perly", (Ferrol, La Coruña, 1 de diciembre de 1953) es una política del  Partido Popular de Galicia. Fue presidenta del Consejo Económico y Social de Galicia hasta julio de 2019 donde el presidente de la Junta, Alberto Núñez Feijóo, la nombra Delegada de la Junta en Vigo. Fue alcaldesa de Vigo entre 2003 y 2007.

## Trayectoria
Enfermera de profesión, en 1995 comienza su carrera política como concejal por el Partido Popular en el Ayuntamiento de Vigo con el alcalde Manuel Pérez Álvarez, con mayoría absoluta. En 1999, Manuel Fraga Iribarne, Presidente de la Junta de Galicia, la nombra directora general de Servicios Sociales de la Junta de Galicia, cargo que obstentará hasta 2001 cuando accede al cargo de Consejera de Asuntos Sociales de la Junta de Galicia durante un breve período de tiempo debido a que se convierte en Alcaldesa de la Cidade de Vigo a los seis meses de las elecciones municipales al presentar Ventura Pérez Mariño una moción de confianza, ligada a presupuestos, que al perderla, por la falta de apoyo del BNG, presenta su dimisión, tal y como obliga la ley en esos casos, y Corina se convierte en alcaldesa, al ser la candidata con más apoyos. Este hecho hace que deba renunciar a su cargo de Consejera de Asuntos Sociales. En 2004, es nombrada Presidenta del Partido Popular de Vigo en el IX Congreso Local. Durante esta etapa Corina Porro compagina su cargo de Alcaldesa con la función de Senadora por designación en el periodo de 2004 a 2006.
Tras las elecciones del 2007 pierde la alcaldía al no obtener una mayoría suficiente ni ser capaz de encontrar alianzas con otros partidos. Vigo vuelve a ser gobernada por una coalición socialista-nacionalista con mayoría absoluta. En 2008 vuelve a ser Senadora por la provincia de Pontevedra, cargo al que renuncia en 2009 tras aceptar el cargo de presidenta de la Autoridad Portuaria de Vigo por designación del Presidente de la Junta de Galicia, Alberto Núñez Feijóo.
En 2011 renuncia al cargo para presentarse a las elecciones municipales del 22 de mayo, siendo elegida concejala del Ayuntamiento de Vigo, cargo al que renunció al igual que el de presidenta del comité local de Vigo del Partido Popular, al ser nombrada el 7 de julio del mismo año como presidenta del Consejo Económico y Social de Galicia.
En junio de 2019, tras los resultados electorales de las elecciones municipales de 2019 que dejan al Partido Popular con 4 concejales de 27 en la corporación municipal viguesa, se hace cargo de la gestora del Partido Popular de Vigo . En julio de 2019 el Consello da Junta aprueba su nombramiento como Delegada de la Junta de Galicia en Vigo .

## Controversias
- En la edición del año 2007 de la entrega de los Premios de Vigueses distinguidos, y siendo Corina Porro alcaldesa de la ciudad, existió una fuerte polémica al negarse Corina Porro a entregar el título de Vigués distinguido a la Asociación viguesa por la memoria del 36, candidatura propuesta por el Partido dos Socialistas de Galicia-PSOE. Finalmente y debido a la presión de los grupos de la oposición y de diversos estamentos de la sociedad viguesa, la asociación fue galardonada en la ceremonia de ese año.[7]